# 노그라드주

노그라드 주의 위치

노그라드주(헝가리어: Nógrád megye)는 헝가리 북부에 위치한 주로 주도는 셜고터랸이며 면적은 2,544km2, 인구는 210,200명, 인구 밀도는 83명/km2이다. 1개 도시주(셜고터랸)와 6개 구(벌러셔저르머트구, 바토니테레네구, 파스토구, 레차그구, 셜고터랸구, 세체니구), 5개 시, 125개 마을을 관할한다.
북쪽으로는 슬로바키아와 국경을 접하며 동쪽으로는 보르쇼드어버우이젬플렌 주, 남쪽으로는 헤베시 주, 서쪽으로는 페슈트 주와 접한다.

주기
주 문장